# NGC 3163
NGC 3163 (również PGC 29846 lub UGC 5517) – galaktyka eliptyczna (E-S0), znajdująca się w gwiazdozbiorze Małego Lwa. Odkrył ją William Herschel 17 marca 1787 roku.